# Velké Bílovice
Velké Bílovice (AFI: ˈvɛlkɛː ˈbiːlovɪtsɛ) es una ciudad checa, que se encuentra en el distrito de Břeclav, en la región de Moravia Meridional, con 3907 habitantes (2019). Se encuentra a 45 km al sureste de Brno y 80 km al nordeste de Viena. Es la mayor ciudad vitivinícola de la República Checa, con más de 760 hectáreas de viñedos (2019).

## Galería
|  |  |  |
|  |  |  |